# Сан-Вісенте (Кабо-Верде)
Сан-Вісе́нті (порт. São Vicente) — один з Навітряної групи островів (порт. Ilhas de Barlavento) архіпелагу вулканічного походження Кабо-Верде в Макаронезії. Другий за чисельністю населення острів — 76140 мешканців (2010 рік).
Розвинені рибальство, туризм; основне джерело доходу — комерційне використання природної морської гавані Порту-Гранді в системі міжнародних перевезень вантажів.
Сан-Вісенті — батьківщина відомої співачки Сезарії Евори, яка народилась у Мінделу — головному міському центрі острова та другому за розмірами місті в країні. На честь Сезарії Евори названий міжнародний аеропорт, розташований на південь від міста.
З 1984 року в затоці Байа-даш-Гаташ під час повного місяця в перші вихідні серпня щорічно відбувається міжнародний «Festival de Música da Baía das Gatas», який збирає десятки тисяч глядачів, іноземних та кабовердійських артистів, як португаломовних, так і ні. На фестивалі переважають африканські ритми. З часу заснування він став однією з найбільших культурних подій африканського континенту. Також щорічно, переважно за 40 днів до католицького Великодня, проводиться навіяний святами та звичаями Бразилії креольський карнавал, в який додався португальський присмак спільної історії.

## Історія

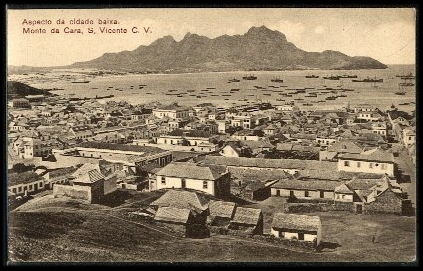
Мінделу на початку XX століття.

22 січня 1462 року був відкритий португальським мореплавцем Діогу Гомішем в день Святого Вікентія, на честь якого й отримав свою назву. Через природну нестачу прісної води острів протягом багатьох років використовувався деякими власниками з сусіднього острова Санту-Антан лише як просте пасовище для худоби.
Сан-Вісенті був заселений останнім з островів архіпелагу. І тільки 1838 року, коли Британською Ост-Індською компанією було відкрите в затоці Порту-Гранді вугільне родовище для постачання суден, що прямували через Атлантику, населення стало збільшуватись. Поселення в затоці дістало назву Мінделу (порт. Mindelo). В другій половині XIX століття на Сан-Вісенті стався бум у розвитку, пов'язаний з британським вугільним бізнесом і десятками суден, що діставалися порту для поповнення запасів. На той час місто стало важливим культурним центром. Навіть була запропонована ідея перенесення столиці Кабо-Верде до Мінделу. Підйом тривав всього кілька десятиліть. Після заміни на суднах, на початку XX століття, вугілля дизельним паливом порт втратив своє панівне становище в регіоні — його замінили порти на Канарських островах і Дакарі. Також острів дістав новий імпульс у розвитку після підключення до трансатлантичних підводних телеграфних кабелів. 1874 року підводними кабелями від Western Telegraph Company (зараз Cable & Wireless) були пов'язані Прайа-да-Матіота (порт. Praia da Matiota) на півночі затоки Порту-Гранді, Мадейра та Бразилія. 1886 року Кабо-Верде була також пов'язана підводним кабелем з Африкою та Європою.

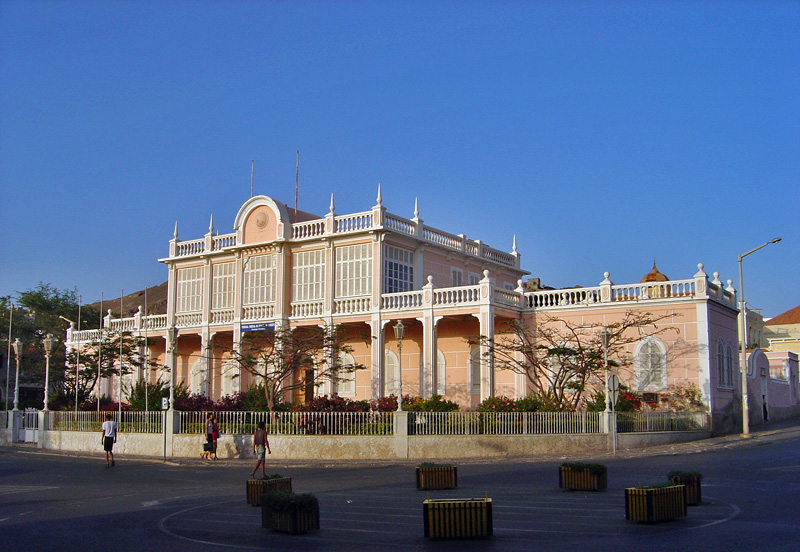
Колишній Палац губернатора або Народний палац (Palácio do Povo).

Золотий період в історії острова відбиває відносно добре збережений історичний центр міста Мінделу, в якому домінують стилі колоніальної архітектури. Гарний приклад того часу — колишній Палац губернатора або Народний палац (порт. Palácio do Povo) після проголошення незалежності. Національний ліцей Кабо-Верде (пізніше Центральний ліцей інфанта Енріке, нині школа Жоржі Барбоза), заснований 1917 року, мав величезне значення у розвитку національної самосвідомості кабовердійців. Його випускниками були багато національних діячів, зокрема політичний діяч Амілкар Кабрал і президент Педру Піреш.
З початком Другої світової війни на острови Кабо-Верде періодично прибували врятовані члени екіпажів з суден, що зазнали корабельну аварію чи були торпедовані. На липень 1941 року на островах перебували більше 300 врятованих з затонулих суден в очікуванні транспорту до Лісабону. Так, наприклад, в кінці березня 1941 року до Сан-Вісенті прибули під вітрилами на рятувальному човні 35 членів екіпажу вантажного судна «Clan Macnab», який у складі англійського конвою SL-68 (5000 тонн вантажу, зокрема чавун, авіаційне паливо, рис та чай) прямував за маршрутом Читтаґонґ — Фрітаун — Лондон — Глазго. Вночі 17 березня через невдалий маневр судно зіткнулося з норвезьким танкером «Strix». На світанку 18 березня з судна надійшло повідомлення про течу. По обіді «Clan Macnab» був відокремлений від конвою, щоб незалежно дістатися до Сан-Вінсенті. Незабаром після цього з судна був переданий сигнал SOS — «Clan Macnab» йшов під воду, а екіпаж рятувався у човнах. В результаті інциденту шістнадцять членів екіпажу загинули. Ще тридцять шість врятував корвет HMS «Crocus». На початку липня 1941 року португальський шлюп доставив у Сан-Вісенті 24 врятованих з британського вантажного судна «Auditor», який прямував з Лондона до Тейбл-Бей і Бейри з вантажем 10 літаків і 5300 тонн вантажів. 4 липня воно було торпедоване німецьким підводним човном U-123 і затонуло.

## Географія
Розташований на північному заході архіпелагу між островами Санту-Антан (відокремлений від нього каналом Сан-Вісенті) і Санта-Лузія. Площа острова — 227 км²; протяжність зі сходу на захід — 24 км, з півночі на південь — 16 км.
Хоча острів має вулканічне походження, він є відносно пласким, особливо його центральна частина, а також місцевості на сході біля міста Кальау та півночі біля Байя-даш-Гаташ. Найвища точка острова Монті-Верді (порт. Monte Verde — «зелена гора») має висоту 750 м над рівнем моря. Інші великі узвишшя — Монті-Кара (порт. Monte Cara — «особа, обличчя»; названа через подобу до людського обличчя, що дивиться на небо) має висоту 480 м на точці «ніс» (порт. «nariz»), 488 м на піку «підборіддя» (порт. «queixo») і далі на південний захід до 571 м у найвищій точці цієї гірської формації піку Фатейша (порт. Fateixa); вершини масиву Мадейрал/Топона (порт. Madeiral/Topona) мають висоту 675 м і 699 м відповідно; Топе-де-Кейша (порт. Tope de Caixa) — 535 м. Незважаючи на сильну ерозію, все ще добре видно кратери деяких вулканів — Віана (порт. Viana) та Кальяу (порт. Calhau) на сході острова, Порту-Гранді (порт. Porto Grande) на північному заході (природна затока в кратері затопленого вулкана).

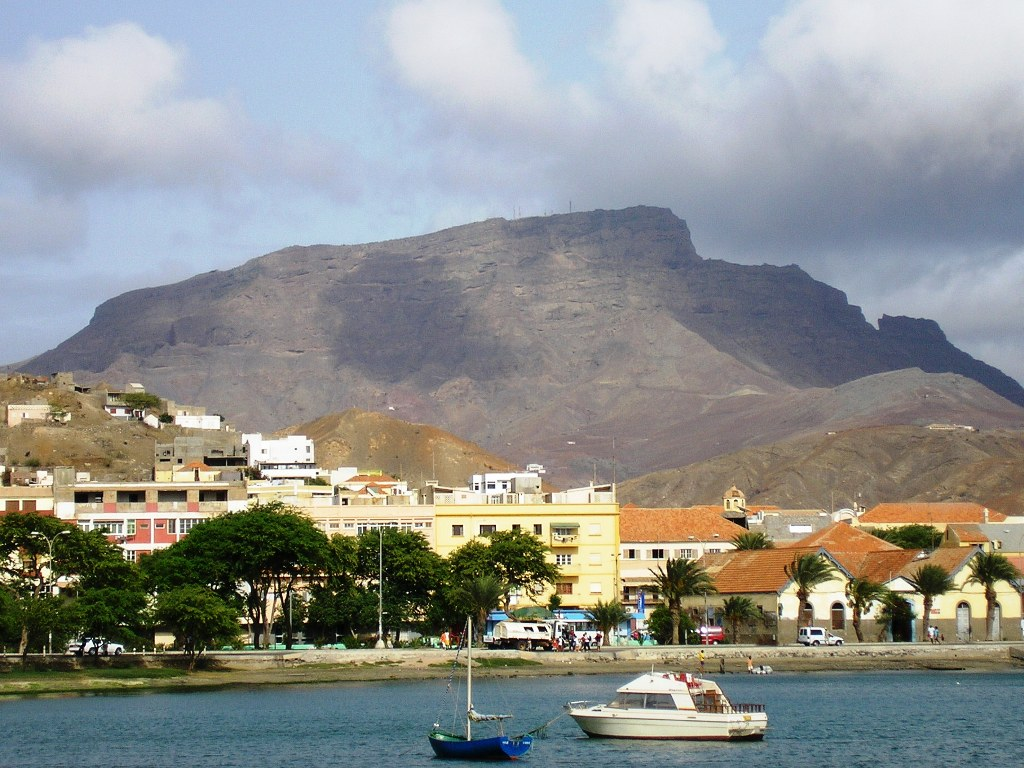
Монті-Верді
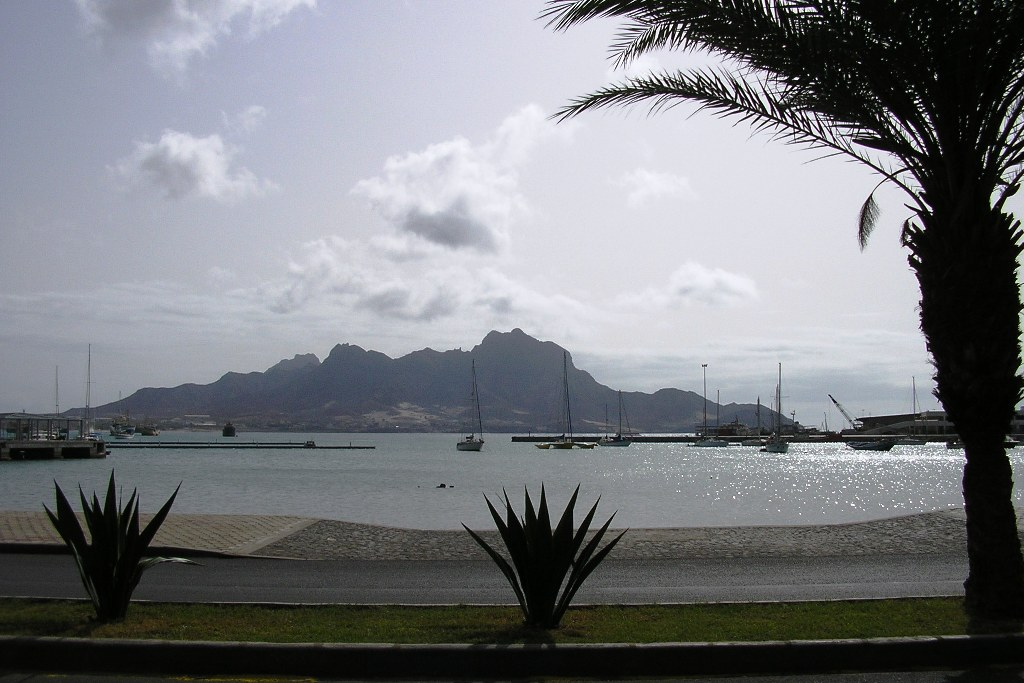
Монті-Кара
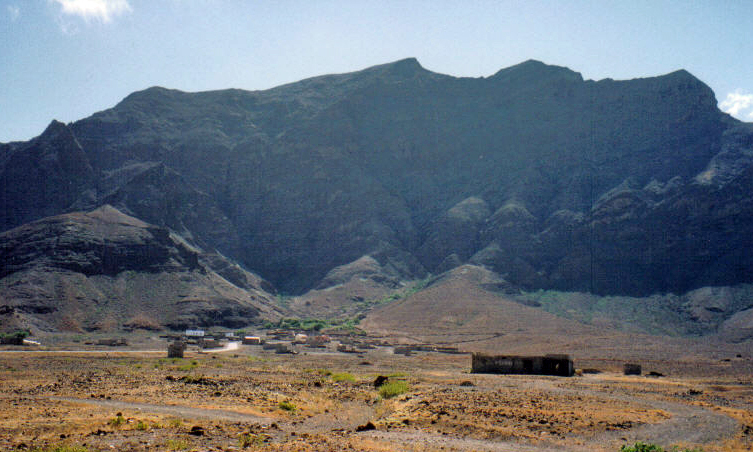
Мадейрал

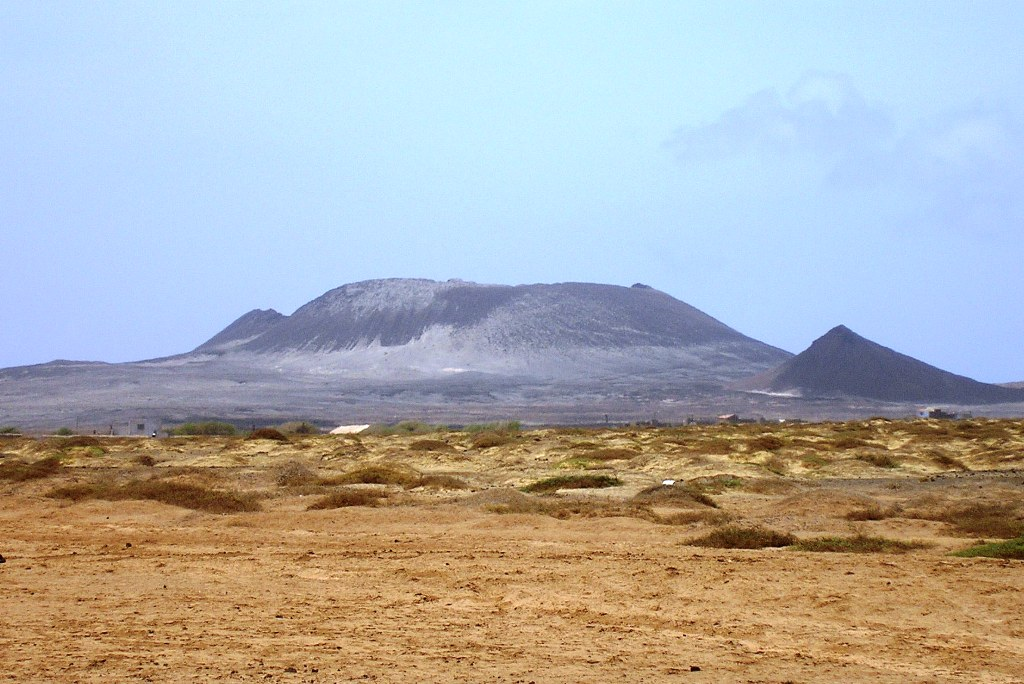
Віана
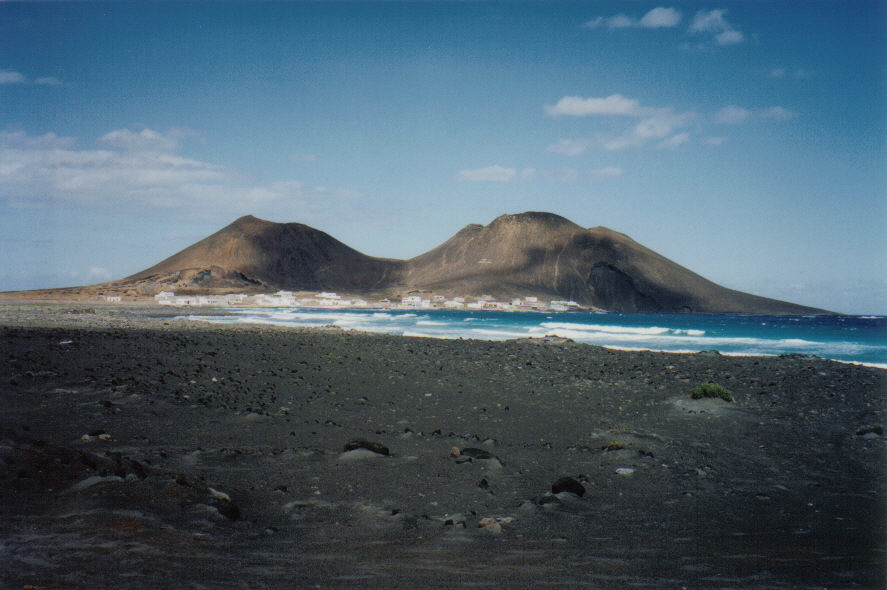
Кальяу
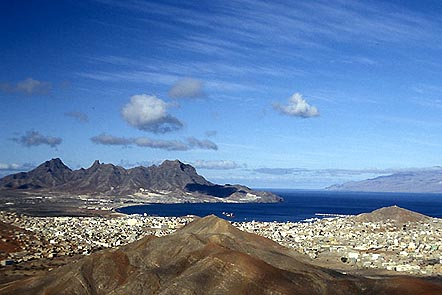
Порту-Гранді

Міський район Мінделу розташований на північному заході острова біля затоки Порту-Гранді. Білі піщані пляжі знаходяться поблизу міст Байя-даш-Гаташ, Кальяу та Сан-Педру. На острові, майже повністю позбавленому рослинності, проведені роботи з озеленення — насаджені плантації акації в рівнинних місцевостях (уздовж долини Сан-Педру між Мінделу й аеропортом, Рібейра-ді-Вінья та Саламанса). Незважаючи на досить обмежений успіх цих плантацій, озеленення на острові продовжується.

## Клімат

Атмосферна обсерваторія Кабо-Верде (CVAO) на північно-східному узбережжі Сан-Вісенте біля міста Кальяу.

Клімат тропічний, сухий. Протягом року середня температура повітря тримається на рівні близько 24 °C, морської води змінюється від 22 °C в лютому до 27 °C у вересні. Клімат знаходиться під сильним впливом харматану, який несе сухе та запорошене повітря з Сахари.
Виділяють два сезони: з листопада по липень — сухий «сезон вітрів», коли дмуть пасати; з серпня по жовтень — «сезон дощів», хоча кількість атмосферних опадів насправді низька.